# Gedomineerde convergentie
In de integraalrekening is een belangrijk vraagstuk, onder welke omstandigheden limieten en integralen mogen verwisseld worden. De stelling van de gedomineerde convergentie garandeert dat dit onder bepaalde algemene voorwaarden toegelaten is voor een rij functies waarvan de absolute waarden globaal begrensd worden door één integreerbare functie.
De gedomineerde convergentiestelling werd bewezen door Henri Lebesgue als onderdeel van zijn nieuwe integratietheorie. Het begrip integreerbaarheid slaat hierna steeds op de Lebesgue-integraal.

## Stelling
Zij {\displaystyle f_{1},f_{2},\ldots ,f_{n},\ldots } een rij integreerbare functies die bijna overal naar een functie {\displaystyle f} convergeren, en zij {\displaystyle g} een niet-negatieve integreerbare functie met de eigenschap dat voor elke {\displaystyle n}
{\displaystyle |f_{n}|\leq g} bijna overal
Dan is {\displaystyle f} integreerbaar, en
{\displaystyle \lim _{n\to \infty }\int f_{n}=\int f.}
De integreerbare functie {\displaystyle g} domineert de termen van de rij. De stelling zegt dat integralen en limieten mogen verwisseld worden, op voorwaarde dat de hele rij globaal door een integreerbare functie begrensd wordt.

## Tegenvoorbeeld
Het volgende voorbeeld toont dat de conclusie niet meer gegarandeerd blijft als er geen dominerende functie {\displaystyle g} gegeven is. Zij
{\displaystyle f_{n}=1_{[n,n+1]}}
de indicatorfunctie van het gesloten eenheidsinterval, verschoven over een afstand {\displaystyle n.} Dan is
{\displaystyle \forall n\in \mathbb {N} :\int f_{n}=1}
en
{\displaystyle \lim _{n\to \infty }f_{n}=0{\hbox{ overal}}}
Maar de integraal van de limietfunctie is 0, niet 1.
De omhullende functie {\displaystyle g} van de rij is de constante 1, en die is niet integreerbaar.

## Toepassing
Reekssommen zijn een bijzonder geval van limieten. Veronderstel dat de partieelsommen van een reeks functies bijna overal begrensd worden (in absolute waarde) door een gegeven integreerbare functie. Uit de stelling van de gedomineerde convergentie volgt dan dat de reeks bijna overal convergeert, dat de reekssom een integreerbare functie is, en dat de integraal van de som gelijk is aan de som van de integralen.
Met name de Fourieranalyse maakt veel gebruik van functiereeksen en hun integralen, en het waren Fourierreeksen die Lebesgue tot zijn integratietheorie (en de gedomineerde convergentiestelling) inspireerden.